# Самјуел Џоунс
Самјуел Џоунс (енгл. Samuel "Sam" Symington Jones; Ферфилд , 16. јануар 1880 — Ноксвил, Тенеси, 13. април 1954) је бивши амерички атлетичар, са почетка 20. века. Специјалност су му били скокови, а навећи успех је постигао у скоку увис. По занимању је био грађевински инжењер.
После вишегодишњих успеха и освајањем титула победника у скоку увис на првенствима у САД од 1900. до 1904, постао је члан америчке олимпијске делегације на Летњим олимпијским играма у Сент Луису. Такмичио се у три дисциплине и два спорта.
Као скакач увис освојио је златну медаљу скоком од 1,80 метара, што је било много слабије од његовог личног рекорда из 1902. када је скочио 1,90.
У другој атлетској дисциплини троскоку био је седми са непознатим резултатом.
Такмичио се и у надвлачењу конопца где је са својом екипом АК Њујорк био четврти.